# أنطون هوفرز
أنطون هوفرز (16 أغسطس 1913 – 9 يونيو 1978) هو مبارز بالسيف هولندي راحل، مثّل بلاده في الألعاب الأولمبية الصيفية 1948.

## روابط خارجية
أنطون هوفرز على موقع أوليمبيديا (الإنجليزية)